# Glenea tatsienlui
Glenea tatsienlui là một loài bọ cánh cứng trong họ Cerambycidae.